# جان‌سخت (فیلم ۱۳۵۰)
جان‌سخت فیلمی به کارگردانی ایرج قادری و نویسندگی فریدون گله محصول سال ۱۳۵۰ است.

## داستان
ایلاتی جوان (ایرج قادری) به خاطر انتقام مرگ پدرش به شهر می‌رود تا از مسببینش انتقام بگیرد. در شهر، ایلاتی با مردی دنیا دیده روبرو می‌شود. مرد راهنمایی زیادی به او می‌کند تا بتواند با زندگی مقابله کند و اطراف را آن طور که هست از دریچهٔ چشم خود به او نشان می‌دهد. جوان به اشتباهات خود پی برده و زندگی را آن چنان‌که هست دنبال می‌کند.

## بازیگران
- ایرج قادری
- آرمان
- نیلوفر
- شهروز رامتین
- نرسی کرکیا